# Langenzersdorf Museum
Das Langenzersdorf Museum, ehemals Hanak-Museum, befindet sich in Langenzersdorf nördlich von Wien. Ein großer Teil des Museums ist dem Werk des Bildhauers Anton Hanak gewidmet.

## Entstehungsgeschichte
Anton Hanak verbrachte über zwanzig Jahre seines Lebens in der Marktgemeinde Langenzersdorf. Der Bildhauer hatte von 1901 bis 1921 seinen Wohnsitz in der Kellergasse. Unweit seines Wohnhauses wurde das Hanak-Museum in der Oberen Kirchengasse errichtet. Dem Museum ist ein Skulpturengarten angeschlossen.
Anfangs bestand das Museum aus dem Garten und dem oberirdischen Gebäude des so genannten „Champagnerkellers“, welche dem Museumsverein von der Gemeinde zur Verfügung gestellt worden waren. Nach den Umbauarbeiten konnten erstmals die vom Land Niederösterreich aus dem Nachlass angekauften Werke der Öffentlichkeit vorgestellt werden. Die Eröffnung des Hanak-Museums erfolgte am 6. Juni 1970.
Der Leiter des Museums ist Gregor-Anatol Bockstefl. Nach einer Generalsanierung wurde das Museum am 17. Mai 2014 wiedereröffnet.

## Bestand
Zahlreiche Großplastiken und vorbereitende Studien sind in der Schausammlung des Langenzersdorf-Museums zu finden. Hervorzuheben sind Werke, die Anton Hanak im Auftrag der Gemeinde Wien entworfen hatte, so beispielsweise die Viktor-Adler-Büste für das Republikdenkmal an der Wiener Ringstraße oder die Schmerzensmutter am Wiener Zentralfriedhof. Auch Werke, die Hanak für seinen Mäzen Otto Primavesi schuf, sind hier dokumentiert. Im Museum befinden sich Studien zur überlebensgroßen Skulptur der Margarethe Stonborough-Wittgenstein und zur Pietà. Die Entwürfe zum monumentalen „Emniyet-Denkmal“ in Ankara sind hier aufbewahrt. Anton Hanak konnte dieses letzte Werk nicht mehr selbst vollenden.

## Exponate (Auswahl)
- Der brennende Mensch, 1922, Gipsentwurf
- Prof. Dr. Emil Zuckerkandl, 1923, bronzierter Gipsentwurf
- Schmerzensmutter, 1924, Gipsentwurf für ein Kriegerdenkmal am Zentralfriedhof
- Selbstporträt, 1925
- Bildnisbüste Viktor Adler, Entwurf zum Republik-Denkmal an der Wiener Ringstraße
- Pieta, 1930, bronzierter Gipsentwurf der zweiten Fassung
- Margarethe Stonborough-Wittgenstein, 1925, erste und dritte Fassung des Gipsentwurfs
- Die junge Türkei, 1933, Gipsentwurf
- Porträtbüste Karl Seitz, 1933/34, bronzierter Gipsentwurf

## Schüler von Anton Hanak
Die Arbeiten der Schüler von Anton Hanak, darunter Fritz Wotruba, werden in einem eigenen Raum präsentiert.

## Weitere Bereiche
Im Museum gibt es folgende weitere Schwerpunkte:
- Überblick über das Schaffen des Bildhauers Siegfried Charoux
- Überblick über das Schaffen des Bildhauers Alois Heidel
- Urgeschichtliche Sammlung
- Ortskundliche Sammlung
- Tonstudio des Komponisten Max Brand

## Anton-Hanak-Archiv
Das Anton-Hanak-Archiv, das den schriftlichen Nachlass des Künstlers beinhaltet, ist dem Museum angeschlossen. Hier befindet sich auch umfangreiches Bild- und Tonmaterial über Anton Hanak und seine Werke.

## Sonderausstellungen
Weggefährten und Zeitgenossen Hanaks werden in Sonderausstellungen dokumentiert. Darüber hinaus finden Ausstellungen zeitgenössischer bildender Künstler statt.